# Junge, komm bald wieder

Junge, komm bald wieder ist der Titel eines langsamen Walzers, der von dem deutschen Komponisten Lotar Olias komponiert wurde. Mit dem Text von Walter Rothenburg und gesungen von Freddy Quinn wurde der Schlager ein Nummer-eins-Hit in Deutschland.

## Vorgeschichte
Nachdem das Musical My Fair Lady 1961 in Deutschland den Durchbruch für das Musical-Genre erzielt hatte, kam Lotar Olias auf die Idee, seine 1954 komponierte Revue-Operette Heimweh nach St. Pauli in ein Musical umzuschreiben. Als ständiger Komponist für Freddy Quinn, in den 1950er und 1960er Jahren Deutschlands beliebtester Schlagersänger, sorgte er dafür, dass dieser die Hauptrolle in dem Musical bekam. Neben mehreren anderen Liedern sang Freddy auch das von Olias komponierte Lied Junge, komm bald wieder. Dessen Text hatte Walter Rothenburg geliefert, der schon länger mit Lotar Olias zusammengearbeitet hatte und unter anderem den Text zu dem Evergreen So ein Tag, so wunderschön wie heute geschrieben hatte.

## Inhalt
Im Text des Liedes geht es um Sorgen einer Mutter, deren Sohn heimlich zur Seefahrt gegangen ist: „Ich mach mir Sorgen, Sorgen um dich. Denk auch an morgen, denk auch an mich.“ Der Text besteht aus dem sechsteiligen Refrain, beginnend mit der Titelzeile. Er steht zunächst am Anfang und wird zweimal wiederholt, beim zweiten Mal singt ein Chor, zum Schluss wird der Refrain von Freddy teilweise gesprochen. Der weitere Inhalt wird in zwei vierzeiligen Versen abgehandelt, in denen die Sicht des Sohnes beschrieben wird: „Ich weiß noch heute, was mir Mutter schrieb, ... Ich schlich mich heimlich fort, als Mutter schlief.“

## Produktion
Da Freddy Quinn vertraglich an die Schallplattenfirma Polydor gebunden war, wurden von der Firma zwei Lieder aus dem Musical für die Veröffentlichung auf einer Single-Schallplatte vorgesehen: Junge, komm bald wieder (A-Seite) und Das gibt’s nur auf der Reeperbahn. Noch vor der Uraufführung des Musicals Heimweh nach St. Pauli, die am 18. Oktober 1962 in Hamburg stattfand, erfolgten am 3. September die Aufnahmearbeiten für die geplante Single im Hamburger Studio Rahlstedt. Für die Hintergrundmusik beim Titel Junge, komm bald wieder sorgte das Orchester Hans Last. Die Aufnahme erfolgte, wie zu dieser Zeit noch üblich, im Mono-Verfahren. Die Auslieferung der Single durch Polydor unter der Katalog-Nummer 24981 erfolgte erst im November 1962, wenige Wochen nach der Premiere von Heimweh nach St. Pauli. Das Schallplattenetikett trug den Aufdruck „a.d. Musical Heimweh nach St. Pauli“.

## Erfolge
Freddys Version von Junge, komm bald wieder wurde von der deutschen Musikzeitschrift Musikmarkt erstmals am 15. Dezember 1962 in ihre Hitliste Top 50 aufgenommen. Schon eine Woche später hatte der Titel Platz drei erreicht und lag am 29. Dezember bereits an der Spitze der Hitliste. Dort konnte er sich 14 Wochen lang halten, insgesamt war er 23 Wochen in den Top 50 vertreten. Lediglich Manuela konnte ihn mit ihrem Titel Schuld war nur der Bossa Nova mit 27 Wochen übertrumpfen. So kam Freddy in der Jahresauswertung des Musikmarkt nur auf den zweiten Platz. Besser bewertet wurde Junge, komm bald wieder im Jugendmagazin Bravo. Es führte Freddy in seiner Schlagerauswertung Musicbox 30 Wochen lang und notierte ihn 16 Mal auf dem ersten Platz. Das brachte dem Titel auch den ersten Platz in der Jahres-Musicbox 1963 ein. Die Musikindustrie zeichnete Junge, komm bald wieder auf Grund der hohen Verkaufszahlen der Single mit einer doppelten Platin-Schallplatte aus. Der damals einzige deutschsprachige Musiksender Radio Luxemburg verlieh dem Titel den Goldenen Löwen. Das Lied Junge, komm bald wieder kehrte, von Freddy gesungen, auch noch einmal in dem 1963 uraufgeführten Film Heimweh nach St. Pauli zurück.

## Coverversionen
Nachdem Freddy mit seinem Lied Junge, komm bald wieder sowohl auf Schallplatte als auch im Musical Heimweh nach St. Pauli, und schließlich im Film Heimweh nach St. Pauli vertreten war, veröffentlichten auch andere Schallplattenfirmen dieses Lied. Ariola brachte eine Coverversion mit Bruce Low heraus, und auch das auf kostengünstig produzierte Coverversionen mit unbekannten Musikern spezialisierte Label Tempo veröffentlichte den Titel mit einem Interpreten namens Jonny. Später nahmen ihn Sänger wie Ralf Paulsen, Peter Sebastian und Sven Jenssen sowie die Gruppe Wind in ihre Musikalben auf. Außerdem gab es schwedisch- und finnischsprachige Coverversionen.